# スキマスイッチのオールナイトニッポン
スキマスイッチのオールナイトニッポンは、2005年7月19日、2006年12月1日、2011年10月5日、2012年8月31日、2013年8月2日、2014年10月31日に放送された特別番組。パーソナリティーはスキマスイッチ（大橋卓弥・常田真太郎）。2011年以降は、スキマスイッチのオールナイトニッポンGOLDとして放送された。

## 2006年12月1日分

### 概要
- 3rdアルバム夕風ブレンドの発売記念としてオールナイトニッポンを放送することになった。

- 彼らは今回オールナイトニッポンを担当するのは三回目である。

### 放送内容
罰ゲームを懸けてゲーム対決を行った。
- 第一ラウンド　くしゃみこより対決

こよりを使って先にくしゃみをした方が負け。
結果　大橋の勝利。
- 第二ラウンド　アドバイス対決

リスナーに電話をかけその場で悩みのアドバイスをする対決。アドバイスがよかったほうが勝ち。
結果　大橋の勝利。
- 第三ラウンド　イントロ対決

今年ヒットしたシングルのイントロを当てる対決。多く答えられたほうの勝ち。
結果　常田の勝利。
- 第四ラウンド　早飲み対決

いろんなものを混ぜ込んだ飲み物を先に早く飲んだほうの勝ち。勝ったほうに100ポイントがもらえる。
結果　常田の勝利。
- 勝負の結果、常田が逆転勝ちしたので、大橋が罰ゲームを受けた。

- 罰ゲームの内容は、コンビニで飲み物や食べ物を買うこと。そこで、エロ本も立ち読みすることだった。